# Helan och Halvan i stämning
Helan och Halvan i stämning (engelska: Bacon Grabbers) är en amerikansk komedifilm med Helan och Halvan från 1929 regisserad av Lewis R. Foster.

## Handling
Helan och Halvan jobbar inom polisen och har blivit beordrade att beslagta en radio som tillhör Collis P. Kennedy som inte har betalat den på 8 år. När Helan och Halvan anländer till Kennedys bostad gör han allt för att bli av med dem.

## Om filmen
Filmen är inspirerad av stumfilmen Double Trouble från 1927 med Snub Pollard.
Några detaljer i filmens manus återanvändes i duons senare filmer Alla tiders hjältar som kom ut 1931 och Mörklagt hela da'n som kom ut 1943.

## Rollista
- Stan Laurel – Stan (Halvan)
- Oliver Hardy – Ollie (Helan)
- Edgar Kennedy – Collis P. Kennedy
- Jean Harlow – mrs. Kennedy
- Harry Bernard – polis
- Eddie Baker – sheriffen
- Charlie Hall – lastbilschaufför
- Sam Lufkin – man på sheriffens kontor
- Buddy Moore – pojke
- Bobby Dunn – byggnadsarbetare
- Ham Kinsey – stand-in för Stan Laurel
- Cy Slocum – stand-in för Oliver Hardy[2][3]